# The Spy Who Loved Me
The Spy Who Loved Me is de tiende James Bondfilm geproduceerd door EON Productions, met Roger Moore als James Bond. De film is uitgebracht in 1977. Het gelijknamige boek uit 1962 werd echter door veel lezers niet zo gewaardeerd, waardoor Fleming alleen toestemming gaf voor het gebruik van de titel in de film.

## Verhaal
Nadat zowel een Britse als een Russische onderzeeër, beide met kernwapens aan boord, verdwenen zijn, besluiten de KGB en de MI6 hun beste agent op de zaak te zetten. KGB-generaal Gogol kiest voor agente Triple X, majoor Anya Amasova. M roept op zijn beurt agent James Bond terug uit Oostenrijk. Deze wordt op de terugtocht echter aangevallen door KGB-agenten en schiet een van hen neer: agent Sergei Barsov, die toevalligerwijs de minnaar van Amasova was.
De verblijfplaats van de verdwenen duikboot is voor de Britse marine en defensieminister Frederick Gray een raadsel, maar deze zou kunnen worden opgespoord door middel van een nieuw hittezoekend systeem, dat in Caïro te koop wordt aangeboden door een zekere Max Kalba. Zowel Bond als Amasova worden erheen gestuurd en worden al snel concurrenten. De microfilm van het opsporingssysteem is echter gestolen van de geheimzinnige miljardair en kluizenaar Karl Stromberg, die op zijn beurt de moordenaar Jaws, die metalen tanden heeft, opdraagt om de microfilm terug te halen en iedereen die ermee in aanraking gekomen is te vermoorden. Jaws vermoordt Kalba en diens rechterhand en steelt de microfilm, maar wordt door de twee spionnen gevolgd. Na een gewelddadige confrontatie ontkomen Bond en Amasova met de microfilm. Vervolgens verdooft Amasova Bond en gaat met de microfilm aan de haal.
Aangekomen in een Egyptisch station van de MI6 ontdekt Bond dat M en Gogol besloten hebben om tot samenwerking over te gaan. De microfilm van Kalba blijkt incompleet (om kopers lekker te maken), maar bevat een cruciale aanwijzing die erop duidt dat de film gemaakt is in het hoofdkwartier van Stromberg, bij Sardinië. Bond en Amasova reizen er gezamenlijk heen, maar niet zonder nog een gevecht met Jaws. Nadat Bond Amasova redt wordt hun rivaliteit langzaamaan vervangen door affectie. Op Sardinië doen ze zich voor als een marinewetenschapper en zijn vrouw, om naar Atlantis, het hoofdkwartier van Stromberg, te kunnen gaan. Stromberg blijkt geobsedeerd door zeeleven en droomt van een beschaving onder water. Ze ontdekken ook dat hij een nieuwe supertanker heeft, de Liparus. Als ze de basis verlaten, worden ze achtervolgd door Jaws en andere handlangers van Stromberg, maar Bond kan ze afschudden door de snufjes in zijn auto. Ze gaan nogmaals heimelijk naar Atlantis door de auto te veranderen in een onderzeeër, maar ontdekken niet veel nieuws. Al snel komt er echter wel informatie over de Liparus: de vreemd uitziende tanker is sinds haar doop niet in één haven binnengelopen. Er wordt besloten om het schip van dichterbij te gaan bekijken. Amasova komt er echter achter dat Bond haar geliefde heeft gedood in Oostenrijk. Ze belooft dat ze de missie wel met hem wil afmaken, maar ze zal hem daarna vermoorden.
Bond en Amasova gaan samen aan boord van een Amerikaanse onderzeeër om de Liparus te zoeken. Zodra de onderzeeër het schip nadert opent de boeg van de Liparus en wordt de onderzeeër opgeslokt. Stromberg laat de bemanning opsluiten en stuurt zijn eigen manschappen weg met de Britse en Russische onderzeeër, welke nu beiden een polarisraket aan boord hebben. Stromberg vertelt Bond en Amasova dat hij van plan is om New York en Moskou ermee te vernietigen, om zo de ondergang van de menselijke beschaving, die hij haat, te versnellen. Daarna vertrekt hij met Amasova naar Atlantis. Bond weet echter te ontsnappen en de gevangen bemanning van de drie onderzeeërs te bevrijden, waarna er een groot vuurgevecht losbarst. De controlekamer van de Liparus wordt echter volledig afgesloten. Bond en de militairen maken hierop een van de gestolen polarisraketten open en halen de ontsteking eruit, zodat ze daarmee een explosief hebben dat sterk genoeg is om door het pantser heen te komen. Binnengedrongen in de controlekamer slagen ze erin om gewijzigde doelwit-coördinaten naar de onderzeeërs te sturen, zodat deze de raketten op elkaar afvuren en elkaar vernietigen.
Nadat het overlevende marinepersoneel in de Amerikaanse duikboot ontkomen is varen ze naar Atlantis. De Veiligheidsraad beveelt dat Atlantis per direct vernietigd moet worden, maar de kapitein geeft Bond clandestien een uur de tijd om Amasova te redden. Bond zoekt de confrontatie met Stromberg en schiet hem neer, maar stuit daarna op Jaws. Bond gooit hem in een haaienbassin met behulp van een magneet, die de tanden van Jaws aantrekken. Jaws vecht vervolgens met de haai, maar overleeft alsnog. Bond en Amasova slagen er net op tijd in om via een reddingscapsule te ontsnappen terwijl Atlantis met torpedo's verwoest wordt. Ook Jaws overleeft. Amasova herinnert Bond eraan dat ze hem zou neerschieten en pakt Bonds pistool. Als Bonds laatste wens echter blijkt te zijn: 'Laten we die natte kleren uitdoen,' geeft ze weer toe aan zijn charmes. De twee worden samen in bed betrapt door hun superieuren als een Brits marineschip hen oppikt.

## Oorsprong titel
De titel The Spy Who Loved Me verwijst naar Sergei Barsov, de vriend van agent Triple X, die in de teaser door Bond wordt doodgeschoten.

## Filmlocaties
- Moskou, Rusland
- Londen, Engeland

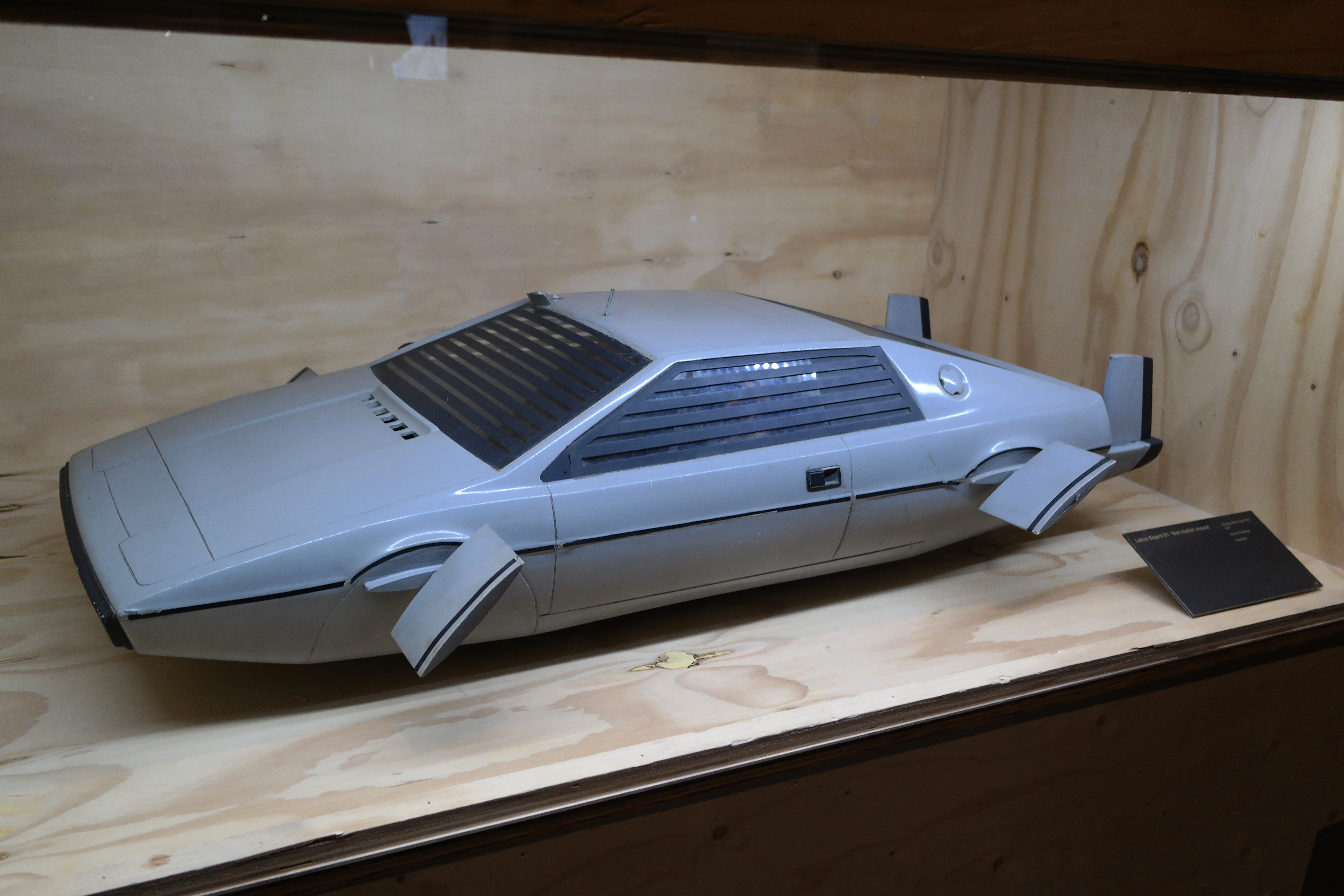
Lotus Esprit-schaalmodel dat gebruikt werd bij de opnamen.

- Londen & Bahama's Shell U.K tanker Liparus 2
- Pinewood Studios bij Londen
- Baffineiland, Nunavut in Canada (Asgard Mountain Opening Scene)
- Bahama's (Onderwater opnames)
- Marinebasis in Faslane, Clyde River, Schotland
- Gayer-Anderson Museum in Cairo, Egypte
- Gizeh in Egypte
- Tempel van Amon (Karnak) in Luxor, Egypte
- Aboe Simbel Tempel in Egypte
- Sardinië in Italië
- Porto Cervo, Sardinië in Italië
- Hotel Cala di Volpe in Sardinië, Italië
- Okinawa in Japan
- Berngarten, Oostenrijk

## Rolverdeling
| Acteur             | Personage                             |
| ------------------ | ------------------------------------- |
| Roger Moore        | James Bond                            |
| Bernard Lee        | M                                     |
| Lois Maxwell       | Miss Moneypenny                       |
| Desmond Llewelyn   | Q                                     |
| Barbara Bach       | Majoor Anya Amasova / Agente Triple X |
| Curt Jurgens       | Karl Stromberg                        |
| Richard Kiel       | Jaws                                  |
| Caroline Munro     | Naomi                                 |
| Walter Gotell      | Generaal Gogol                        |
| Geoffrey Keen      | Frederick Gray                        |
| Vernon Dobtcheff   | Max Kalba                             |
| Nadim Sawalha      | Aziz Fekkesh                          |
| Michael Billington | Sergei Barsov                         |
| Shane Rimmer       | Overste Carter                        |
| George Baker       | Kapitein Benson                       |
| Robert Brown       | Admiraal Hargreaves                   |
| Bryan Marshall     | Commandant Talbot                     |
| Milton Reid        | Sandor                                |
| Sydney Tafler      | Liparus-kapitein                      |
| Valerie Leon       | Hotelreceptioniste                    |
| Eva Reuber-Staier  | Rubelvitch, Gogols secretaresse       |
| Milo Sperber       | Professor Markowitz                   |
| Cyril Shaps        | Doctor Bechmann                       |
| Marilyn Galsworthy | Kate Chapman, Strombergs assistente   |

## Boek en film
Het verhaal van de film is niet gebaseerd op een verhaal van Ian Fleming. Desondanks is opvallend dat Jaws stalen tanden heeft, terwijl in de oorspronkelijke gelijknamige roman een schurk genaamd Horror voorkwam, die stalen kronen droeg.

## Muziek
De originele filmmuziek werd gecomponeerd door Marvin Hamlisch. De titelsong "Nobody Does It Better" werd gezongen door Carly Simon. Dit nummer werd genomineerd voor de Academy Award voor beste titelsong. Bij dit nummer componeerde Hamlisch de muziek en schreef Carole Bayer sager de tekst.